# Socialistična republika Srbija
Socialistična republika Srbija je bila ena od šestih konstitutivnih republik Socialistične federativne republike Jugoslavije. Obsegala je ozemlje današnje Republike Srbije; na severu je mejila na Madžarsko, na severovzhodu na Romunijo, na jugovzhodu na Bolgarijo, na jugu na SR Makedonijo, na jugozahodu na SR Črno goro, ter na zahodu na SR BiH in SR Hrvaško. SR Srbija je bila po prebivalstvu in po površini največja republika SFRJ, v svojem okviru pa je združevala tudi dve avtonomni pokrajini, SAP Vojvodino in SAP Kosovo. 